# Блек Принс (лек крайцер, 1942)
Блек Принс (на английски: HMS Black Prince (81) е лек крайцер на Британския Кралски флот, от времето на Втората световна война. Един от 5 крайцера на типа „Белона“. Поръчан с според извънредната военна програма на 4 септември 1939 г. и е заложен в корабостроителницата на Harland & Wolff в Белфаст на 2 ноември 1939 г. Спуснат на вода на 27 август 1942 г., ставайки петият кораб, носещ това име в британския флот от 1650 г. Влиза в строй на 20 ноември 1943 г. Девизът на кораба е: „С голямо мъжество“ (на английски: With high courage).

## История на службата
20 ноември 1943 г. е датата на завършване на строителството и началото на приемните изпитания. С края на изпитанията предприема преход към Скапа Флоу, за да се присъедини към 10-та креацерска ескадра. През декември действа с корабите на Home Fleet. По-късно е преведен в командването на югозападните подходи, базиращо се в Плимът, за действия по прихващане на вражеските конвои в Английския Канал и в Бискайския залив (операциите Tunnel). Действа там до февруари, когато се връща в Скапа Флоу.
На 22 февруари се присъединява към арктическия конвой JW-57 в качеството на флагман на ескорта с ескортния самолетоносач HMS Chaser, разрушителите HMS Meteor, HMS Milne, HMS Mahratta, HMS Matchless, HMS Obedient, HMS Offa, HMS Onslaught, HMS Oribi, HMS Savage, HMS Serapis, HMS Swift, HMS Verulam и HMS Vigilant за преход към в Колския залив (операция FX). При прехода, на 25 февруари, потъва разрушителя HMS Mahratta, само е един спасен. На 28 февруари крайцерът пристига в Колския залив.
На 2 март крайцерът става флагман на обратния конвой RA-57, с ескорт в същия състав. На 7 март, след пристигането на конвоя в Лох Еве, заедно с разрушителите се отделя от конвоя. От 10 март продължава службата си в Плимът.
На 23 март провежда неудачен рейд с разрушителя HMS Ashanti и канадските разрушители HMCS Athabaskan, HMCS Haida и HMCS Huron от 10-та флотилия разрушители (от операциите Tunnel).
На 25 март обстрелва бреговите батареи около Ил де Бас (Ile de Bas).
На 26 април, заедно с разрушителите от 10-та флотилия, участва в боя с немските миноносци, поставящи мини северозападно от Sept Iles. Миноносецът T-29 е потопен.

### Десантът в Нормандия
През май крайцерът е определен за поддръжката на съюзния десант в Нормандия (операция „Нептун“), придаден е към бомбардировъчна група „А“ на Западната Task Force, поддържащо съединението на десанта „U“. На 15 мая крайцерът провежда учения по обстрел с корабите на бомбардировъчната група в северозападна Шотландия и участва в други учения с кораби от Home Fleet.
На 31 май е съсредоточен в Клайд с линкора на САЩ USS Nevada (BB-36), крайцерите HMS Hawkins и HMS Enterprise и американските крайцери USS Quincy (CA-39) и USS Tuscaloosa (CA-37). В началото на юни корабите извършват преход към Канала в състава на конвой U-1A, прикриван от четири разрушителя. На 4 юни операцията е отложена с 24 часа. На 5 юни прави преход през Канала с бомбардировъчно Съединение „A“. Мониторът HMS Erebus се присъединява към Съединението от Уеймът.
На 6 юни, с пристигането си, заема позиция за обстрел. Оказва поддръжка с артилерийския си обстрел на щурмовия десант на плацдарма ЮТА с корабите от Force A и нидерландския монитор Hr.Ms. Soemba. Обстрелва бреговите батареи около Сен Ва ла Уг. С излизането си от състава на Западната оперативна група предприема преход към Тайн за ремонт.

### Десантът в Южна Франция
През юли „Блек Принс“ е назначен на служба в Средиземноморието за поддръжка на съюзния десант в южна Франция (операция „Драгун“). Корабът извършва преход до Гибралтар за съединяване с 15-та ескадра крайцери. Определен е в групата за огнева поддръжка Alpha.
На 2 август предприема преход от Гибралтар за присъединяване с оперативна група 84 (Task Force 84) на ВМС на САЩ. На 15 август осигурява поддръжка на десанта с артилерийски огън съвместно с линкора HMS Ramillies, крайцерите HMS Orion, HMS Ajax, HMS Aurora, американския крайцер USS Quincy (CA-39) и крайцера на Свободна Франция Gloire. Обстрелвани са батареите на бреговата отбрана преди стоварването на 3-та дивизия на САЩ. По време на щурма се оказва и огнева поддръжка при поискване. Всичко изстрелва 80 снаряда.
На 20 август са обстреляни батареите Giens, съвместно с френския крайцер Emile Bertin, американските крайцери USS Augusta (CA-31) и USS Philadelphia (CL-41). Разрушен е Голф хотелът недалеч от Йер (Hyères).

### Действия в Егейско море
През септември, след края на операция „Драгун“, се връща под британски контрол на командването в Средиземноморието. Назначен е за служба в Източното Средиземноморие с британските сили в Егейско море (British Aegean Force). На 24 септември е разгърнат с крайцерите HMS Orion, HMS Ajax, HMS Royalist, HMS Argonaut, Aurora и HMS Ceylon в British Aegean Force, за поддръжка на съюзните войски, освобождаващи Егейските острови.
Извършва преход от Неапол заедно с ескортния самолетоносач HMS Stalker. На 25 септември провежда предварителна рекогносцировка съвместно със HMS Stalker и два разрушителя. На 26 септември действа по прихващането на вражеските евакуационни конвои, плаващи към гръцките пристанища. Поддържа съюзните десантни операции. На 29 септември обстрелва Скирос съвместно с разрушителите, прикривани от военноморските самолети на самолетоносача. Обстрелва летището Малеме на Крит. Преминава в Александрия заедно със HMS Stalker.
На 7 октомври с разрушителя HMS Terpsichore, участва в боя срещу евакуационен кораб около Велос.
На 15 октомври прикрива десанта в Пирея заедно с крайцерите HMS Aurora, HMS Ajax и HMS Orion, ескортните самолетоносачи HMS Stalker, HMS Attacker и HMS Emperor (операция Manna). Войските, транспортните средства и припасите са натоварени в Александрия.

### В състава на Източния флот
На 25 октомври е преведен в състава на Източния флот и е изпратен в Тринкомале.
На 20 ноември прикрива авиационните удари на самолетоносачите HMS Indomitable и HMS Illustrious по Белаван Дели (Belawan Deli), на Суматра с крайцерите HMS Newcastle и HMS Argonaut, прикривани от пет разрушителя. Първоначалната цел е Pangkalan Brandan, но поради състоянието на времето целта е променена (операция Outflank).

### В състава на Тихоокеанския флот
На 22 ноември „Блек Принс“ е придаден към формиращия се британски Тихоокеански флот, за действия с 4-та крайцерска ескадра.
На 17 декември Съединение TF67, във същия състав, както преди, нанася повторен удар по цели в Belawan Deli (операция Robson).
На 4 януари 1945 г., в състава на Съединение TF67: самолетоносачите HMS Indomitable, HMS Victorious и HMS Indefatigable, крайцерите HMS Suffolk, HMS Argonaut и HMS Ceylon и 8 разрушителя, участва в нанасянето на въздушни удари по нефтопреработвателните заводи на Суматра в Pangkalan Brandan (операция Lentil).
На 16 януари извършва преход от Тринкомале към Тихоокеанският театър с корабите на Британския Тихоокеански флот в състава на Task Force 63.
На 24 януари „Блек Принс“ с част от силите на ескорта се отсъединява със самолетоносачите HMS Indomitable, HMS Illustrious и HMS Victorious за нанасянето на удар по нефтопреработвателните заводи в Pladjoe, северно от Палембанг (операция Meridian I).
На 29 януари – повторна операция против нефтопреработвателните заводи в Soengi-Gerong, в хода която корабите са подложени на атаки от камикадзе. Вражеските самолети са унищожени от самолетите на флота преди достигането им към оперативната група.
През февруари крайцерът извършва преход към Сидни. С пристигането, започва подготовка за съвместни операции с 5-ти флот на САЩ под командването на ВМС на САЩ. На 20 март пристига на атола Улити за действия с Task Force 57.
На 23 март отплава от Улити заедно с Task Force 57: линкорите HMS King George V (флагман) и HMS Howe, самолетоносачите HMS Indomitable, HMS Indefatigable, HMS Victorious и HMS Implacable, крайцерите HMS Swiftsure, HMS Gambia, HMS Black Prince и HMS Argonaut (4-та ескадра крайцери), крайцера HMS Euryalus и разрушителите на 24-та, 25-та и 27-ма флотилии. От 26 до 28 март, заедно с крайцерите HMS Swiftsure, HMS Argonaut и HMS Euryalus, прикрива авиационните удари на британските самолетоносачи против летищата на островите Сакишима (операция Iceberg). На 31 март възобновява действията си след дозареждане. На 1 април корабите се оказват под ударите на камикадзе, по време на които са поразени самолетоносача HMS Indefatigable и разрушителя HMS Ulster. На 6 април възобновява действията си след дозареждане, подложен е на атака от камикадзе. На 9 април, заедно с британските кораби, се отделя от флота за нанасяне на удари по Формоза (операция Iceberg Oolong). На 11 април операцията е задържана заради времето. На 12 април подсигурява въздушните атаки по аеродрумите на Формоза, сам е подложен на въздушни атаки. На 16 април британските кораби се връщат към островите Сакишима. На 20 април се връща на Лейте с TF57 за обслужване и ремонт на повредените кораби.
На 1 май отплава от Лейте за прикритие на въздушните операции на британските самолетоносачи (операция Iceberg II). При това самолетоносачът HMS Formidable заменя HMS Illustrious. На 4 май „Блек Принс“ е отделен с линкорите HMS King George V и HMS Howe, крайцерите HMS Swiftsure, HMS Uganda, HMS Gambia, HMS Euryalus и разрушителите от 25-ти дивизион в качеството на ескорт по време на бомбардировките на островите Мияко (Miyako Shima). Осигурява с крайцера HMS Euryalus зенитната защита в Нобара. Прикрива полетните операции на самолетоносача и е атакуван от камикадзе. HMS Formidable има щети с тежки жертви, включая осем убити. Помага на TF57 в зенитната отбрана по време на повторните атаки от камикадзе, по време на които е нанесен удар по HMS Indomitable. На 9 май корабите отново се намират под атаките на камикадзе, по време на които HMS Formidable отново е поразен. На 12 май крайцерът, след поредното дозареждане, възобновява служба, осигурявайки прикритие срещу камикадзе. На 20 май взема на буксир разрушителя HMS Quilliam от разрушителя HMS Norman, до пристигането на буксира HMS Weasel. Остава с повредения кораб в качеството на ескорт. На 25 май, с корабите на TF 57, прекратява операциите и отплава за период на почивка и възстаняване на силите в Сидни.
През юни корабите на британския Тихоокеански флот са придадени към 3-ти флот на САЩ, в същото време, са проведени изменения в структурата на командването на ВМС на САЩ. Те са преименувани на Task Force 37, която е съставена от: линкора HMS King George V (флагман), самолетоносачите HMS Formidable, HMS Victorious и HMS Implacable, крайцерите HMS Black Prince, HMS Euryalus, HMS Achilles, HMS Uganda и HMS Gambia, 4-та флотилия разрушители – HMS Undine, HMS Urania, HMS Urchin, HMS Undaunted, австралийските HMAS Quiberon, HMAS Quickmatch, HMAS Quality и HMAS Quadrant. 24-та флотилия разрушители – HMS Tenacious, HMS Termagant, HMS Terpsichore и HMS Teazer.
На 28 юни „Блек Принс“, заедно с корабите на Task Force 37, отплава от остров Манус. При прехода се провеждат учения, а на 4 юли корабите се връщат на Манус.
На 6 юли крайцерът отплава от Манус, за да се присъедини към 3-ти флот на САЩ за съвместни операции срещу Япония (за подготовителния етап на операция Olympic). Обаче ремонтните работи след взрива на дефектен снаряд в предната установка, задържат неговото отплаване.
На 16 юли крайцерът прикрива полетните операции на британските самолетоносачи против цели в района Йокохама – Токио. На 17 юли прикрива обстрела на британските линкори срещу цели в района на Токио. На 18 юли отново се присъединява към групата самолетоносачи на TF37 за подсигуряване на полетите в ротация със самолетоносачите на ВМС на САЩ. Към началото на август дефицита на гориво от британските флотски снабдителни съдове, зареждащи TF37, става очевиден. На 2 август „Блек Принс“ е разгърнат с други крайцери на ескадрата в качеството на линия за радиосвръзка между корабите на TF37 и TF38 на САЩ. На 9 август крайцерът се съединява с корабите от оперативната група на САЩ за операции до Япония. Прикрива действията на групи самолетоносачи по цели на северен Хоншу и Хокайдо. Но на 12 август крайцерът се връща с TF37 на Манус поради липса на гориво в танкерите на британския флот. Линкорът HMS King George V, самолетоносача HMS Undefatigable, крайцерите HMS Gambia и HMS Newfoundland, разрушителите HMS Troubridge, HMS Tenacious, HMS Termagant, HMS Terpsichore, HMS Teazer, HMS Barfleur, HMS Napier, HMS Nizam, HMS Wakeful и HMS Wrangler са оставени в оперативния район в състава на Task Force 38 и стават отново формираната Task Group 38.5.
До края на войната крайцерът, от 27 август, е предислоциран под контрола на британския флот в състава на Task Group 111.2 и предприема преход от Субик Бей към Хонконг. TG111.2 включва в себе си самолетоносачите HMS Indomitable и HMS Venerable, крайцерът HMS Swiftsure и разрушители.

### Следвоенна служба
След края на войната „Блек Принс“ се връща във Великобритания и е изваден в резерва през 1947 г. През 1948 г. той е предаден в аренда на Кралския военноморски флот на Нова Зеландия и остава на тази служба до 1962 г., когато е внесен в списъка за утилизация. Той е продаден за разкомплектоване в Япония, където пристига на 2 март същата година.

## Коментари
1. ↑  Всички данни се привеждат към момента на влизане в строй.